# Argyrogramma signata
Argyrogramma signata är en fjärilsart som beskrevs av Fabricius 1792. Argyrogramma signata ingår i släktet Argyrogramma och familjen nattflyn. Inga underarter finns listade i Catalogue of Life.

## Bildgalleri

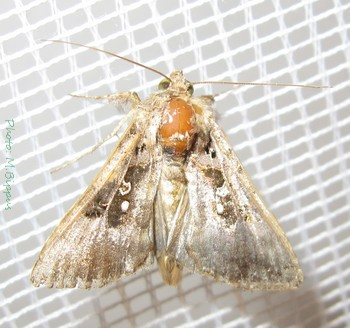
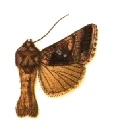